# ラッシ・ヤルヴェンパー
ラッシ・ヤルヴェンパー（Lassi Järvenpää 、1996年10月28日 - ）は、フィンランド・ヘルシンキ出身のプロサッカー選手。FCラハティ所属。ポジションは、ディフェンダー（ライトバック）。

## 経歴
2019年、IFKマリエハムンと1年間の契約延長オプション付きの1年契約を結んだ。